# Kid Cudi
Kid Cudi, néha KiD CuDi, születési nevén Scott Ramon Seguro Mescudi (Cleveland, 1984. január 30. – ) Grammy-díjas amerikai rapper, énekes, dalszerző, színész és producer Cleveland, Ohióból. Cudi 2008-ban debütált az A Kid Named Cudi című mixtape-pel, amely megjelenése után Kanye West a szárnyai alá vette.
A sikert a 2008-ban megjelent Day ’n’ Nite című dala hozta meg. Világszerte sláger lett, a debütáló albuma a Man on the Moon: The End of Day dupla platinalemez lett. 2010-ben jelentette meg második albumát, a Man on the Moon II: The Legend of Mr. Ragert és létrehozta a WZRD rock együttest. További stúdióalbumai az Indicud (2013), a Satellite Flight: The Journey to Mother Moon (2014), a Speedin’ Bullet 2 Heaven (2015), a Passion, Pain & Demon Slayin’ (2016), a Man on the Moon III: The Chosen (2020) és az azonos című animációs filmmel együtt megjelenő Entergalactic (2022). 2024-ben két stúdióalbumot jelentetett meg, Insano és Insano (Nitro Mega) címen. 2018-ban jelent meg közös albuma Kanye Westtel, Kids See Ghosts címmel, amelyet az év egyik legjobb albumának tekintettek. 2020-ban először volt a Billboard Hot 100 első helyén dala, a The Scotts című közreműködés Travis Scottal.
Cudi több, mint 22 millió példányt adott el albumaiból az Egyesült Államokban és nyert két Grammyt. Sok elismert előadóval dolgozott együtt, mint Jay-Z, Eminem, West, Mary J. Blige, David Guetta, MGMT, Shakira, Snoop Dogg, Kendrick Lamar és Michael Bolton. Cudi a színészkedéssel is megpróbálkozott az HBO Kergetjük az amerikai álmot sorozatában. Ezen kívül több filmben és sorozatban is szerepelt, mint a Goodbye World (2013), a Need for Speed (2014), az Törtetők (2015), a Bill és Ted – Arccal a zenébe (2020), a Tuti gimi, a The Cleveland-show, a Brooklyn 99 és a Westworld.
Elismert előadó, aki nagyon sok alternatív és hiphop előadót befolyásolt zenéjével. Dalszövegei gyakran önéletrajziak, gyerekkori depressziójáról, egyedüllétéről és elidegenüléséről beszél, illetve felnőttkori drogfüggőségéről, szívfájdalmakról és kicsapongásról. Befolyásának fontos része, hogy hajlandó volt kimutatni érzelmeit, és mentális egészségéről beszélni, ami pályafutása kezdetekor még nem volt elfogadott a hiphop műfajában. Zenéjében egyesíti a pszichedelikus, R&B, electronica, szintipop, dance, house, punk és indie rock stílusokat. Sok különböző műfajban működő előadóval dolgozott együtt, mint Jay-Z, Eminem, Kendrick Lamar, David Guetta, Shakira, az MGMT, Ariana Grande és Michael Bolton.

## Fiatalkora
Kid Cudi az Amerikai Egyesült Államokban, Ohióban, Clevelandben született és a külvárosi Shaker Heightsban és Solonban nőtt fel négy gyermek közül a legfiatalabbként. Apja szobafestő, helyettesítő tanár és II. világháborús veterán. Anyja kórusvezető tanár a Roxboro Középiskolában. Mikor Cudi tizenegy éves volt, apja elhunyt rákban. Ez jelentősen hozzájárult személyiségéhez és zenéjéhez. Középiskolájából kirúgták, miután megfenyegette az igazgatót, hogy megüti. Miután leérettségizett, filmet tanult a Toledói egyetemen, melyet egy év után abbahagyott. Csatlakozni akart az amerikai hadsereghez, de jelentkezését korábbi bűncselekmények miatt elutasították.

## Zenei karrier

### 2003–2008: A kezdetek New Yorkban
Cudi először a középiskola után kezdett rappelni, alternatív hiphopcsoportok hatására – pl. The Pharcyde és A Tribe Called Quest. New Yorkba költözött, hogy folytassa zenei pályafutását és nagybátyjával élt. 
Egy clevelandi étteremben dolgoztam. Egy 40-es éveiben járó fehér csávó mondta nekem, hogy „Vicces vagy és az emberek kedvelnek. El kell költöznöd Ohióból és ebből megélned.” A nagybátyám azt mondta beköltözhetek hozzá South Bronxba, amig saját lábamra nem állok. Soha nem találkoztam még vele, ő volt az apám utolsó testvére, szóval egyébként is kapcsolatba akartam lépni. 2004-ben költöztem be hozzá egy demómmal és nagyjából 500 dollárral.
Nem sokkal New Yorkba költözése után megnyílt egy BAPE üzlet, ahol később elkezdett dolgozni. Itt találkozott először későbbi mentorával, Kanye West-tel. Nem sokkal később a nagybátyja kitette a lakásából, amely Cudi talán legismertebb számának, a Day ’n’ Nite megírásához vezetett.
A nagybátyám, akivel éltem 2006-ban meghalt. Éppen elég rossz kapcsolatban voltunk, mert kirakott a házából, amikor még nem volt egy másik, biztos megélhetésem. Soha nem kértem tőle bocsánatot és ez a mai napig fáj. Ezért írtam a Day ’n’ Nite-ot. Ha nem engedte volna meg, hogy vele lakjak, ma nem lenne Kid Cudi. Teljesen tönkretett, amikor meghalt, de úgy éreztem most már be kell teljesítenem a sorsom. Megvolt a Day ’n’ Nite, dolgoztunk rajta és úgy voltam vele, hogy ennek sikeresnek kellett lennie. Nem fogadtam el nemet válaszként.

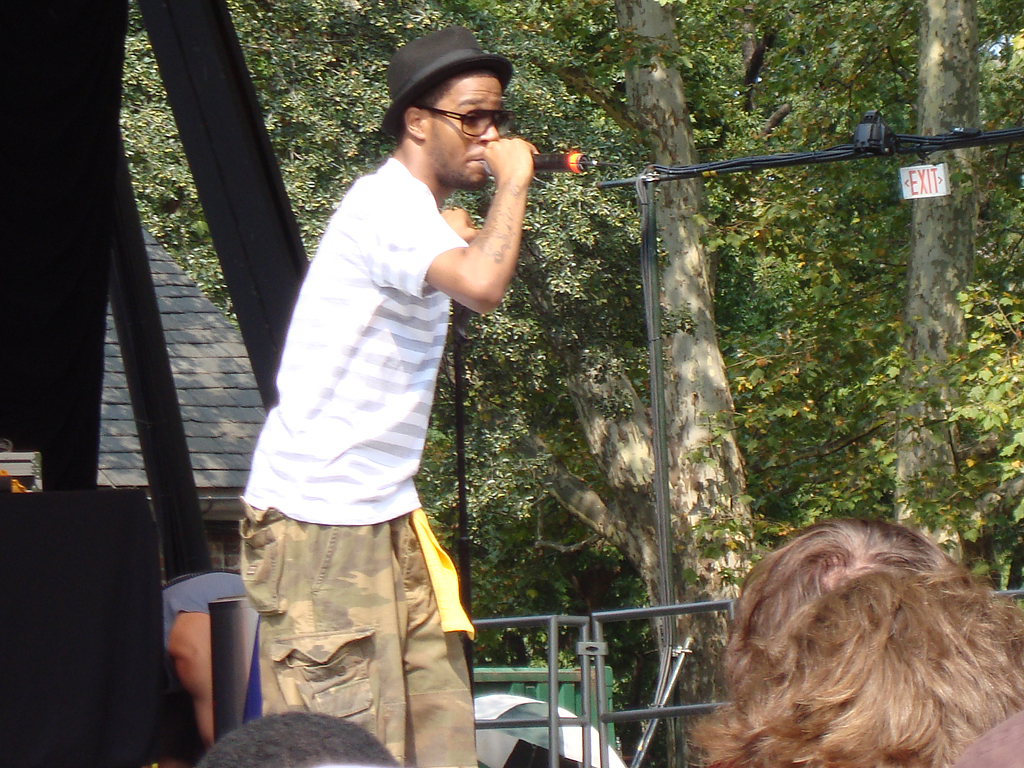
Kid Cudi 2008-as fellépése közben a New York-i Summerstage-en

Cudi korai munkássága felkeltette Kanye West érdeklődését, akinek menedzsere, Plain Pat mutatta meg Mescudi dalait. Cudi később az évben aláírt West kiadójához, a GOOD Musichoz. 2008 júliusában kiadta első mixtape-ét, melynek címe A Kid Named Cudi lett.
Cudi először Jay-Z The Blueprint 3 albumán dolgozott együtt Kanye Westtel, majd ez vezetett West 2008-as albumán (808s & Heartbreak) megjelenő közreműködésükhöz, a Heartlesshez, ami a 2. helyen végzett a Billboard Hot 100 ranglistán. Szerepelt még a Welcome to Heartbreaken, a Paranoidon és a RoboCopon is. Kiemelkedő dalszövegírónak tartották ebben az időszakban.
A 2008-as MTV Music Awards díjátadón szerepelt először TV-ben, Travis Bakerrel és DJ AM-mel. Ennek köszönhetően több média is feltörekvő zenészként kezdett tekinteni rá, mint a BBC News, a The Source, a Rolling Stone és a Vibe.

### 2009–2010: AMan on the Moon-sorozat
2009 februárjában szerepelt Snoop Dogg műsorában, a Dogg After Darkban, ahol előadta a Day ’n’ Nite-ot. Két nappal később pedig Kanye Westtel együtt jelent meg a 106 & Park talkshown, hogy bemutassa a Day ’n’ Nite videóklipjét. 2009 február 25-én Cudi kiszivárogtatta a hamarosan megjelenő Transformers: A bukottak bosszúja film előzetesét, ami alatt saját Sky Might Fall című száma szólt. Később azt nyilatkozta ezt csak magának csinálta, és csak szó esett róla, hogy ez lesz a hivatalos trailer. Emile-lel Cudi kiadott egy exkluzív dalt, a Switchin Lanest, amit a Midnight Club: Los Angeles Play Station 3 és Xbox 360-as videójátékhoz adtak ki. A Black Eyed Peas I Gotta Feeling videóklipjének forgatása alatt találkozott David Guettával, akivel később együtt is dolgozott. A páros nagy sikert ért el a Memories című együttműködésével.

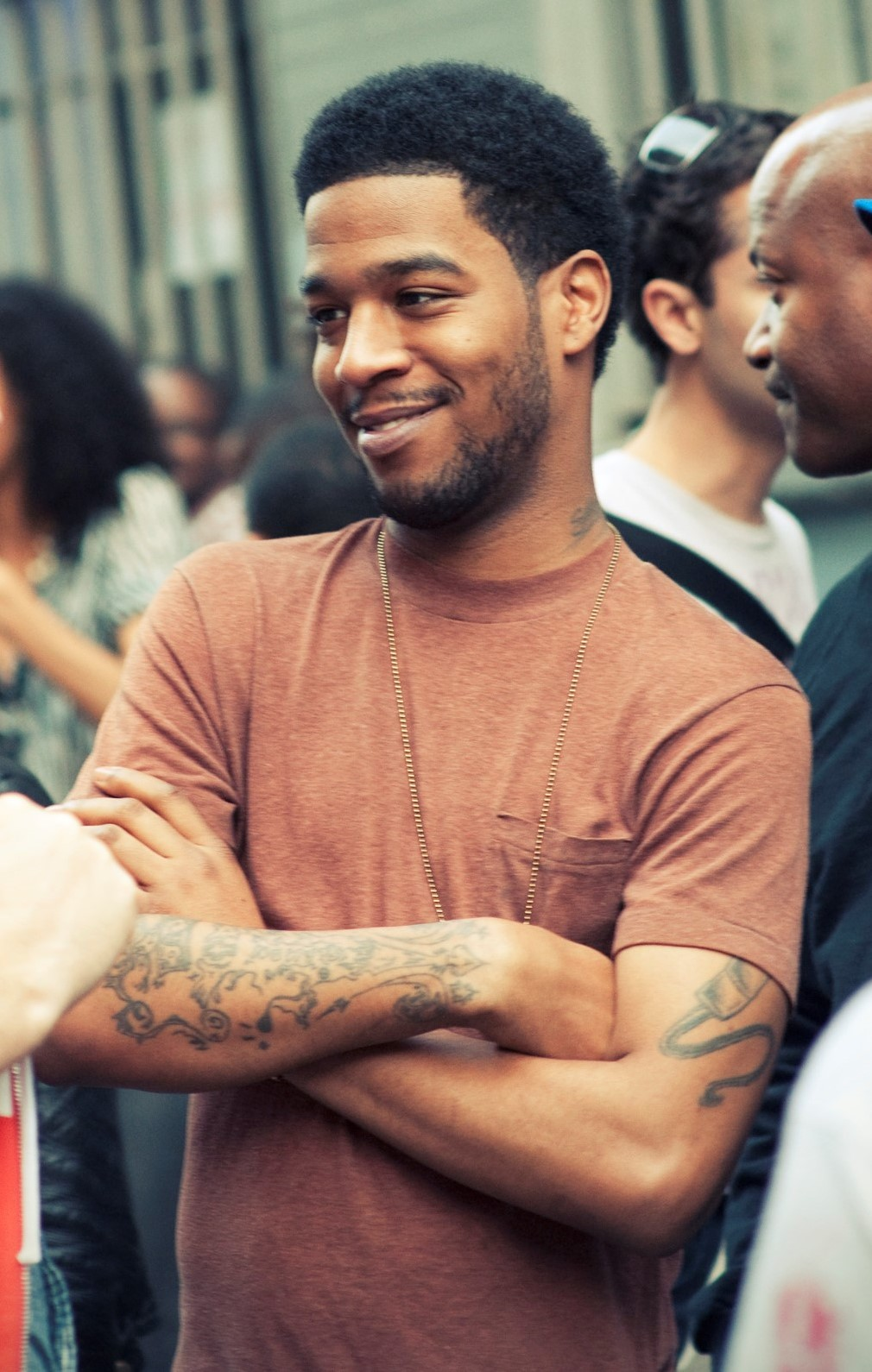
Kid Cudi 2010-ben, New Yorkban

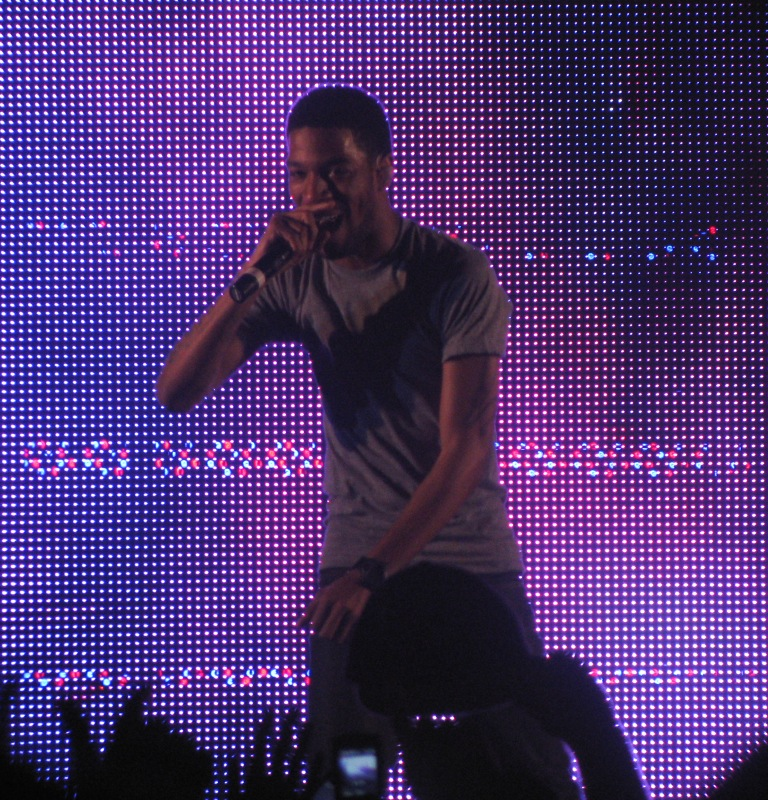
Kid Cudi egy 2009-es fellépése közben

A jövőbeli terveiről blogján írt, ahol arról beszélt, hogy egy várható közreműködést Chip tha Ripperrel egy elektronikus rock album követhetne Ratatattal. 2009 nyarán B.o.B.-vel és Asher Rothal turnézott együtt, majd szerepet kapott Jay-Z 2009-es The Blueprint 3 albumán.
Cudi debütáló lemeze a Man on the Moon: The End of Day 2009 szeptember 15-én jelent meg. A Day ’n’ Nite sikerének köszönhetően, már az első héten a 4. helyen végzett az album a Billboard ranglistáján. A Day ’n’ Nite a 15. helyre került a 2009 legjobb dalainak listáján a Rolling Stone magazin felmérései szerint. A következő kislemez az albumról a Make Her Say volt (eredeti cím: I Poke her Face), amelynek alapja Lady Gaga Poker Face című slágere volt. A számon szerepel még Common és Kanye West is.
Késő 2009-ben bejelentette, hogy második albuma egy olyan album lesz, amelyen sok közreműködés kapna helyet és a Cudder and the Revolution of Evolution cím alatt jelenne meg. Ekkor azt mondta, hogy már felvett dalokat Snoop Doggal, Travis Bakerrel, Clipse-szel, Cage-dzsel és Pharrellel- és tervez dolgozni Drake-kel, a Green Day-jel, a Kings of Leonnal, Robin Thicke-kel, a The Killersszel és a The Postal Service-szel az albumon. Szintén hallani lehetett pletykákat, hogy a Man on the Moon: The End of Dayt egy második rész követné, Man on the Moon: The Ghost in the Machine címmel, illetve, hogy a sorozat egy trilógia lenne. Három Grammy-díjra jelölték az évben, a Day ’n’ Nite-ért és a Make Her Sayért.
2010 januárjában jelent meg az utolsó kislemez a Man on the Moon: The End of the Dayről, a Pursuit of Happiness, amely platinalemez minősítést ért el. 2010 áprilisában bejelentette, hogy második albumának címe nem Cudder and the Revolution of Evolution lesz, hanem a Man on the Moon-sorozat második része, a Man on the Moon II: The Legend of Mr. Rager. Az első kislemez az albumról az Erase Me volt, Kanye West közreműködésével. Az album harmadik helyen debütált a Billboard 200-on és 169 ezer példányt adtak el az első héten. A második hetében lépte át a 200 ezres eladási számot. 2010-ben Cudi többször is megjelent West GOOD Fridays heti programjában, amelyből a The Joy száma később helyet kapott Jay-Z és West közös albumán, a Watch the Throne-on (2011), bónuszként.

### 2011–12: Új irányzatok, a WZRD

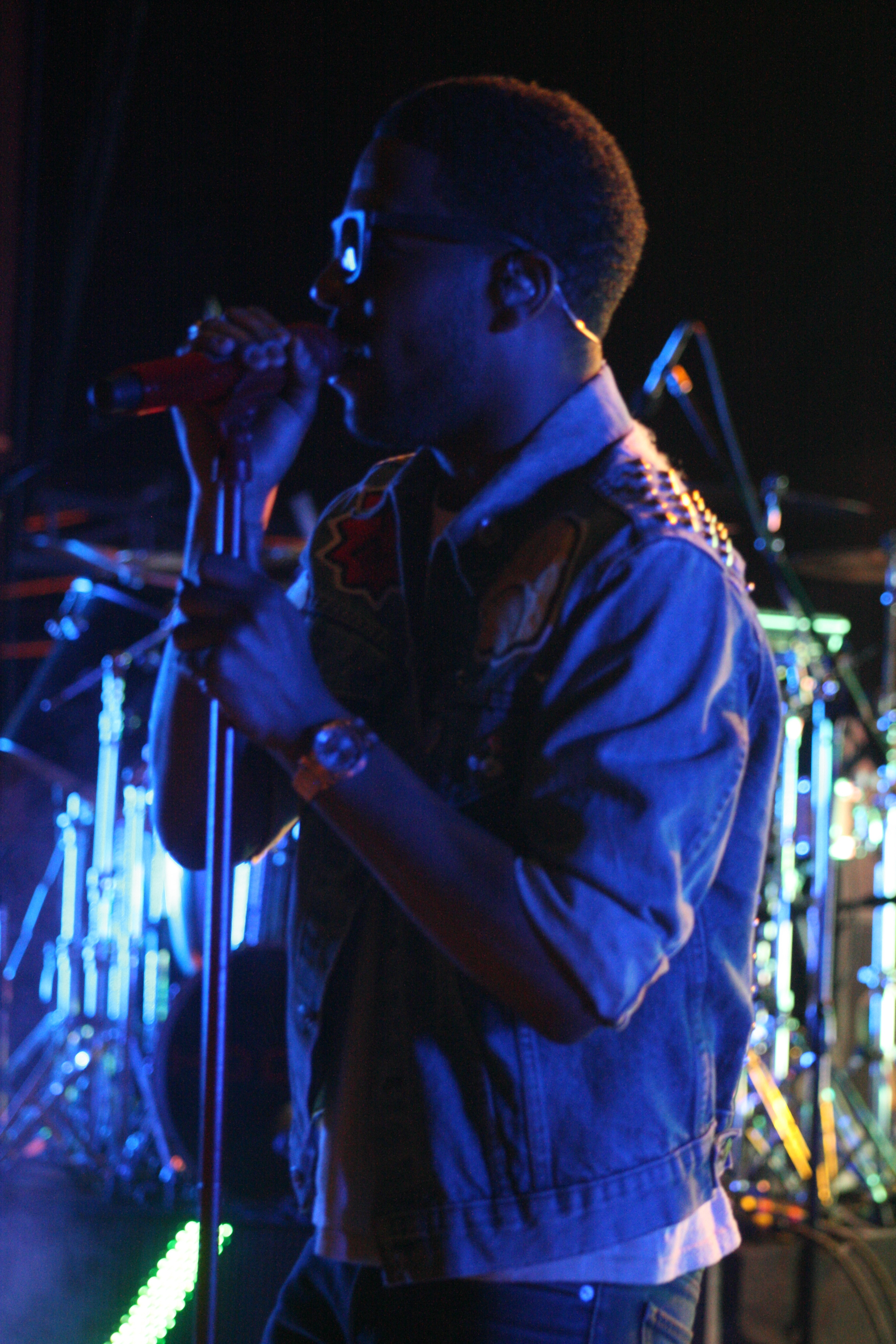
Kid Cudi 2011-es fellépése közben, a Global Dance fesztiválon

2010 októberében Cudi bejelentette, hogy egy rock együttest alapít, hosszútávú közreműködő partnerével, Dot da Geniusszal. 2011 elején bejelentette, hogy a rock album előtt még megjelentet egy mixtape-et, amely a A Man Named Scott címet kapja, hasonlóan a korábbi mixtapejének, A Kid Named Cudinak címéhez. Ugyan az év elején feloszlatta kiadóját, amelyet Plain Pattel és Emile-lel hozott létre, de egy interjúban elmondta, hogy még mindig jóban vannak és a Man on the Moon III albumon terveznek majd újra együtt dolgozni. 2011 márciusában bejelentette, hogy meg fog jelenni a Marijuana videóklipje, amit majd egy klip követ a Mr. Ragerhöz. Augusztusban bejelentette, hogy mixtapején nem tervez tovább dolgozni és helyette koncentrálni fog a rock-projektre és a Man on the Moon harmadik részére. Nem sokkal később bejelentette, hogy a rock együttes neve WZRD lesz és a 28. születésnapján fog megjelenni.
2012 januárjában szerepelt több dalon is, Dot da Genius mixtapején. Februárban bejelentette, hogy befejezte harmadik albumát, amelyet majd egy közreműködés követ Chip the Ripperrel. Ugyanebben az évben szerepelt az Éhezők viadala film zenelistáján, a The Ruler and the Killerrel. Amig a WZRD albumon dolgozott, elmondta, hogy egyszerűen öt hónapig nem volt képes alkotni, ami eddig még soha nem esett meg vele. Azt nyilatkozta, hogy az együttesre befolyással volt Jimi Hendrix, a Nirvana és a Pink Floyd. Az albumon szerepel egy Nirvana feldolgozás is. Megjelenése után az album harmadik helyen debütált a Billboard 200-on és első helyen a Top Rock Albumok és a Top Alternatív Albumok listákon.

### 2012–2013:Indicud
2012-ben egy fellépése közben évek óta először egy hip hop számot mutatott be a The Leader of the Delinquentst (hivatalosan 2020-ban jelent meg). Áprilisban újra visszatért a rappeléshez a Dennis, Hook Me Up with Some More of That Whiskey!-vel. 2012 nyarán jelentette be egy tweetben, hogy a következő albumának címe Indicud lesz, majd azt is, hogy egy kétlemezes kiadás lesz. Később megjelentette a Just What I Amet, ami az első kislemez lett az albumról King Chippel. 2013 elejére volt várható az album, miközben Cudi filmekben való szerepeken dolgozott és a harmadik Man on the Moon albumon. Elmondta, hogy maximum 17 szám lesz az albumon és sokkal boldogabb hangulatú lesz. Rendezői debütálását a Just What I Am videóklipjében tette meg. Novemberben jelentette be a második kislemezt, az Immortalt, aminek szintén ő volt a producere, mint a két korábbi megjelenésnek, a Just What I Amnek és a King Wizardnak. 2013 márciusában szerepelt egy MySpace shown, ahol bejelentette, hogy az albumon szerepelni fog ASAP Rocky és Michael Bolton is. Március 19-én bejelentette, hogy az albumot tökéletesítette és már a kiadójánál van. 26-án pedig megjelent az albumborító, ugyanezen a napon fellépett a Jimmy Kimmel Live! talkshowban és előadta a Just What I Amet, az Immortalt és a Mad Solart.
Áprilisban bejelentette, hogy távozott Kanye West GOOD Music kiadójától. Egy interjúban elmondta, hogy jó viszonyban váltak el Westtel és mindig is a „nagy testvére” lesz. Kanye tisztelte a döntését, hogy a saját kiadójára, a Wicked Awesome Recordsra koncentrálhasson. Miután az Indicud kiszivárgott online, Cudi előrehozta az album kiadási dátumát április 16-ra. A második helyen debütált a Billboard 200-on. 2013 végén turnézni kezdett a The Cud Life Tour 2013-en. A turnén fellépett vele Big Sean, Tyler, the Creator és Logic is.

### 2013–2016:Satellite Flight: The Journey to Mother Moonés aSpeedin’ Bullet 2 Heaven
2013 októberében Cudi bejelentette, hogy meg fog jelentetni egy EP-t a következő három hónapban, majd ezek után jelentetné meg negyedik albumát, a Man on the Moon-sorozat harmadik részét, amely 2015-re volt várható. Novemberben hozta nyilvánosságra az EP címét, amely a Satellite Flight: The Journey to Mother Moon volt. Mescudi SoundCloud-on jelentetett meg több számot is az albumról, mint a Going to the Ceremonyt és a SATELLITE FLIGHTot. Januárban bejelentette, hogy az EP helyett egy teljes hosszúságú album volt várható. 

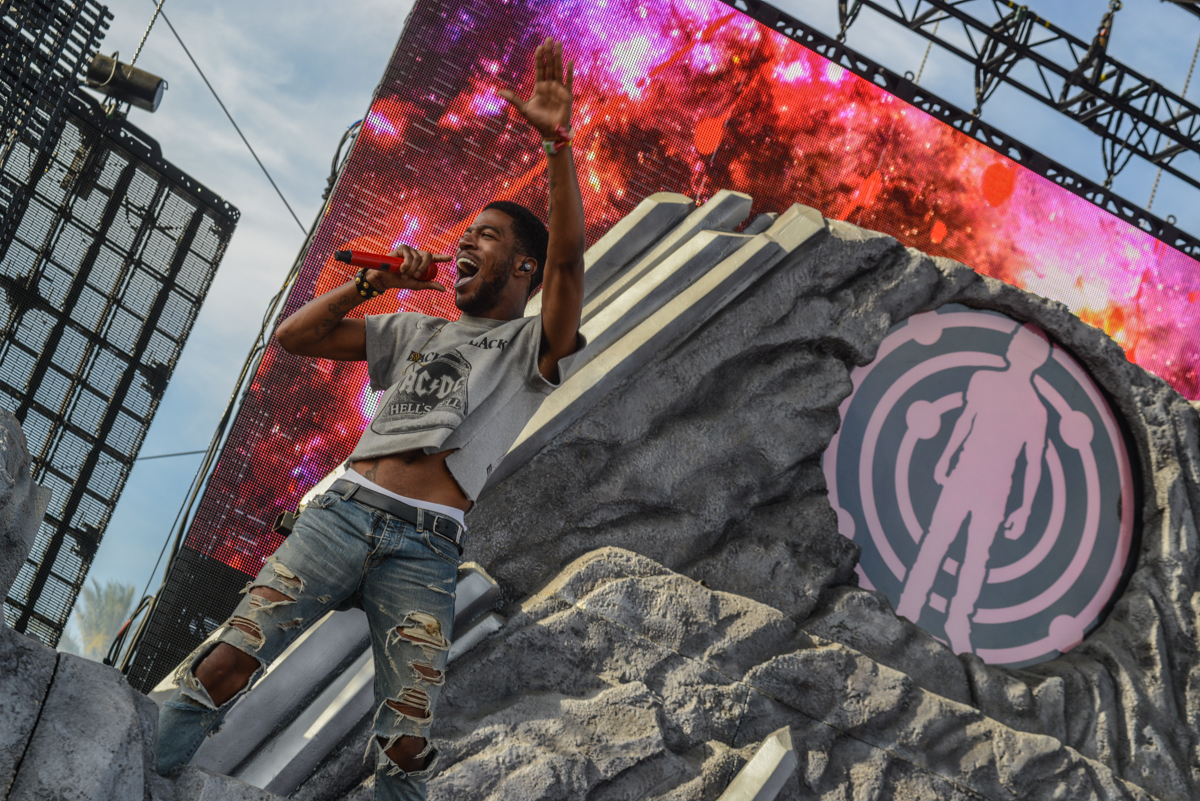
Kid Cudi a Coachella fellépése közben, 2014-ben

Egy interjúban Cudi elmondta, hogy ez az eddigi legjobb munkája és hogy váratlan volt, mert soha nem készített még két albumot egy éven belül. 2014 februárjában váratlanul, csak egy pár órával korábbi bejelentéssel jelentette meg Cudi az albumot digitális eladásra. Negyedikként debütált a Billboard 200-on és több, mint 87 ezer példányt adtak el az első héten. Márciusban megjelentetett egy számot, a Herot, amely egy közreműködés volt Skylar Grayjel a Need For Speed számlistájára. Májusban Cudi headlinerként szerepelt a North Coast Music Fesztiválon Snoop Doggal.
Egy 2015 januárjában készített interjúban Cudi beszélt arról a lehetőségről, hogy a Man on the Moon III előtt megjelentet még egy albumot. „Folyamatosan zenét készítek. Ez a szépsége, hogy nagyon sok anyagom van. És most azon gondolkozom, hogy jó lenne megjelentetni valamit, mielőtt megjelenik a Man on the Moon III. Még egy Kid Cudi-album, valami hasonló, mint az Indicud vagy a Satellite Flight, ami csak így egyedül áll, de mégis egy Kid Cudi-album. A Man on the Moon III-nak idő kell, de tudom, hogy a rajongóim türelmesek lesznek és ezt nagyon értékelem, köszönöm a türelmet srácok. De a Man on the Moon III úton van, de lehet lesz előtte még egy album.”
2015 márciusában jelent meg az első száma Love címmel, a Satellite Flight óta. A dal eredetileg azon az albumon jelent volna meg, de végül nem fért fel rá. Áprilisban bejelentette, hogy meg fog jelentetni egy új albumot Speedin’ Bullet 2 Heaven címmel. Az albumról két számot is kiszivárogtatott, a Wedding Tuxot és a Judgemental C**tot. Hat nappal a novemberi bejelentése után lemondta az Especial Tour nevű turnéját személyes okok miatt. Kiengesztelésképpen kiadatta a Speedin’ Bullet 2 Heaven című számát, második kislemezként az azonos című albumról.

### 2016–2018:Passion, Pain & Demon Slayin’és aKids See Ghosts
2016-ban egy kora-áprilisi interjúban beszélt a Man on the Moon III-ról: „Amikor a Man on the Moon ötlete összeállt még fiatal voltam. Az emberek változnak. Őszintén, készen álltam, hogy megfeleljek az elvárásoknak és véghez vigyem a Man on the Moon III-at. Terveztem, hogy megcsinálom a Speedin’ Bullet 2 Heaven után. De a reakció arra az albumra teljesen megváltoztatott. Rájöttem, hogy mi a legfontosabb. Visszatérek és azt fogom csinálni, amiben a legjobb vagyok: magamat adom.” Áprilisban bejelentette, hogy a nyáron megjelenik egy új albuma.
Május 11-én, pletykák ellenére bejelentette, hogy a következő album nem lesz része a Man on the Moon trilógiának, hanem a Passion, Pain & Demon Slayin’ címet fogja viselni, Instagramon keresztül. Később beszélt róla, hogy két albumon dolgozik, az egyik nyáron, a másik pedig ősszel lesz kiadva. Megosztotta a Passion, Pain & Demon Slayin’ dalait is, amiből kiderült, hogy több együttműködés is lesz rajta található, Travis Scottal, André 3000-del, Pharrellel és Willow Smith-szel. Cudi megosztotta Baptized in Fire című számát, amelyben Travis Scottal dolgozott együtt (a páros már sokat dolgozott együtt, többek között Travis Scott albumán, a Birds in the Trap Sing McKnighton). Ugyanebben az évben újra turnézni kezdett, szeptember 30-tól.
2018 Cudi és Kanye West létrehozott egy duót, amely a Kids See Ghosts névre hallgatott és közreműködtek az azonos nevű albumon. Ezen szerepelt még Pusha T, Ty Dolla Sign és Yasiin Bey is. A páros között egy ideig elég rossz kapcsolat volt, de West egy dalán, amely kiszivárgott, „békét kötöttek.”

### 2019–2022: aMan on the Moon III: The Chosenés azEntergalactic
2019 júliusában Cudi bejelentette következő albumát, az Entergalacticot, amely filmzeneként fog funkcionálni az azonos című animált sorozat mellett, amelyet Kenya Barrisszal együtt készít. 2020 áprilisában megjelentetett egy közös számot The Scotts név alatt, Travis Scottal együttműködésben. A szám Cudi legelső első helyezett dala lett a Billboard Hot 100-on. A duó tervezett több közös dalt is kiadni ezen a néven.
Később, április 24-én beszélt róla, hogy dolgozik még újabb számokon a WZRD-projekthez. „Egy évtizedet hagyunk ki az albumok között” mondta ekkor. Júliusban a lánya, Vada jelentette be Instagramon, hogy apja Eminemmel fog megjelentetni egy új számot, a The Adventures of Moon Man & Slim Shadyt. Ezen a számon említette meg Cudi először a dalszövegben, hogy folytatódhat a Man on the Moon trilógia.
2020 októberében Cudi Twitteren keresztül bejelentette, hogy egy évtized kihagyás után most már tényleg meg fogja jelentetni a Man on the Moon trilógia utolsó darabját. Egy másfél perces videóval népszerűsítette a kiadást.
2020. december 7-én jelentette be a Man on the Moon III: The Chosen megjelenését, amely időpontot december 11-re helyezett. A koncepcióalbum követi Cudi küzdelmét gonosz alteregója, Mr. Rager ellen. Az albumot méltatták a zenekritikusok, akik kiemelték Cudi dalszerzését. Az album második helyen debütált a Billboard 200-on, 144 ezer eladott példánnyal, amellyel az előadó ötödik albuma lett, amely elérte a slágerlista tíz legjobb helyét.
Ugyan az Entergalactic 2020-ban jelent volna meg, elhalasztották kiadását, hogy Cudi megjelentethesse a Man on the Moon III-t. 2021 januárjában, mikor egy rajongó megkérdezte, hogy az Entergalatic megjelenési dátuma Netflixen miért 2022, Cudi azt válaszolta, hogy „Mert akkor jelenik meg. Most adtam nektek egy albumot, nyugodjatok le és legyetek türelmesek. Nem adok ki minden évben egy albumot.”
2021 áprilisában Cudi volt az egyetlen zenei vendég a Saturday Night Live-on, ahol előadta a Tequila Shots és a Sad People dalokat Kurt Cobain tiszteletére. A Sad People előadásából nagy hír lett, mikor a rapper a társadalmi normákkal szemben állva szoknyát viselt, szintén Cobain emlékére.
2021 júniusában az Amazon Prime Day Show műsorának egyik szereplője volt Billie Eilish és H.E.R. mellett. Cudi az International Space Orchestrával együtt lépett fel, amely a NASA Ames Kutatóközpont, a SETI és az International Space University kutatóiból állt. Júliusban közreműködött Pop Smoke Faith című albumán.
Az Entergalactic film nagy sikernek örvendett, jelölték többek között egy Emmy-díjra is Legjobb animációs műsor kategóriában, illetve egy NAACP-díjat is elnyert. 2022-ben és 2023-ban Cudi sok film zenéjén dolgozott, amikért több díjat is kapott

### 2023–jelen:Insano
2023 februárjában bejelentette, hogy még azon év őszén meg fog jelenni kilencedik albuma, amiről az első kislemezeket a nyár folyamán fogja kiadni. Az albumot, ami az Insano címet viselte, végül 2024 januárjára halasztotta. Egy hónappal az album megjelenése után újabb lemezt adott ki, Insano (Nitro Mega) címen, az előző stúdióalbuma párjaként.

## Színészi karrierje

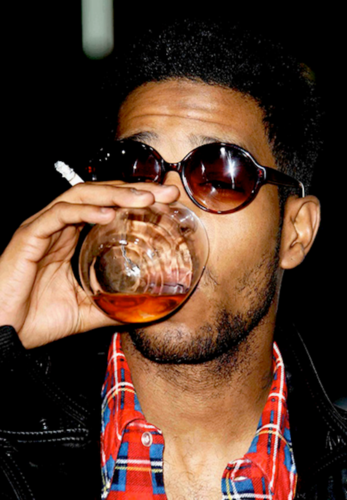
Kid Cudi az Éhezők viadala premierjén

2010-ben Kid Cudi vendégszerepelt az amerikai televíziós drámában, a Tuti gimiben, saját magát alakítva és előadva az Erase Me című számát. 2010-ben elkezdett szerepelni az HBO által készített Kergetjük az amerikai álmot című sorozatban is, a fő szereplőlista részeként két évadon keresztül. 2010 októberében Cudi kiadott egy rövidfilmet, amit Shia LaBeouf rendezett, amiben Cage-dzsel együtt szerepelt, mint francia sorozatgyilkosok. A rövidfilmet, amely a Maniac címet viselte, Cudi azonos című száma inspirálta, a 2010-es Man on the Moon II: The Legend of Mr. Rager albumáról. 2012 májusában Kanye West Cruel Summer című rövidfilmjében főszerepet kapott. Cudi egy autó tolvajt játszik, aki szerelembe esik egy vak arab hercegnővel.
2012 októberében lett bejelentette, hogy Cudi főszerepet kap a Kétéjszakás kaland című romantikus komédiában, Analeigh Tipton és Miles Teller mellett. 2012-ben szintén bejelentették, hogy Cudi szerepet kap a Tacoma című krimi filmben, Patricia Clarkson mellett. 2013-ban Cudi vendégszerepelt A Cleveland-show, animált sorozatban. Egy Devon nevű karakter hangját adta a Brownsized epizódban. Szintén 2013-ban, vendégszerepelt a Brooklyn 99 című FOX-sorozatban, ahol egy Dustin Whitman nevű bűnözőt játszott. Később az évben kiderült, hogy Cudi szerepet fog kapni a Goodbye World című filmben, Adrian Grenier mellett.
2013 januárjában Cudi szerepet kapott a Need For Speed film adaptációjában. Márciusban kiderült, hogy Cudi szerepelni fog Mark Webber The Ever After filmjében, Teresa Palmer és Melissa Leo mellett. 2014. novemberben vendégszerepet kapott a Skorpió című amerikai sorozatban, Peyton Temple karakterét alakítva. 2014 februárjában lett bejelentve, hogy Cudi szerepelni fog a Törtetőkben (2015), amely a sikeres HBO-sorozat adaptációja.
2014. április 11-én bejelentették, hogy Cudi főszerepet kapna a James White című filmben, Christopher Abbott-tal és Cynthia Nixonnal együtt. 2015 januárjában Cudi nyilvánosságra hozta, hogy a karaktere a James White-ban homoszexuális volt: „Teljesen más volt, mint bármi amit eddig csináltam. Nagyon király volt. Úgy éreztem, hogy felelősségem volt egy, az enyémtől különböző életet bemutatni.” Bár a karaktere szexualitása nincs a filmben kiemelve, az eredeti forgatókönyvben van egy coming out jelenet, amelyben Cudi és egy férfi barátja (David Call alakításában) csókot váltanak. „Meg se rebbentem. Biztos vagyok a szexualitásomban” mondta Cudi a premier után. „Egy előadó vagyok. Az egész karakterek eljátszásáról szól, akik érdekesek.”
2015 januárjában Cudi bejelentette, hogy éppen befejezte a munkálatokat egy filmen, melynek a címe Vincent-N-Roxxy, amelyben Zoë Kravitz és Emile Hirsch mellett szerepelt. Mikor a filmről beszélt, Cudi a következőt mondta: „Ez a film, amit most fejeztem be, az első főgonosz szerepem. Nagyon erőszakos és felzaklató [...] egy ilyen drogbárót játszom.” Júliusban Cudi átvette Reggie Watts szerepét a Comedy Bang! Bang! televíziós sorozatban. Cudi zenét is készített a műsornak és több jelenetben is szerepet kapott a negyedik évadban. A december 10-i karácsonyi különkiadás volt Cudi legutolsó epizódja a sorozatban.
2016 júliusában bejelentésre került, hogy Cudi csatlakozik a FOX Empire című sorozatához a harmadik évadban. Egy független zenészt játszott, „aki Hakeem (Bryshere Yazz Gray) riválisa lesz, a stúdióban és az életben is.” Cudi később elhagyta a projektet kreatív nézeteltérések miatt.
2019-ben Cudi több kisebb szerepet is kapott, mint az Amit nem akarsz tudni a szüleidrőlben, a Jay és Néma Bob Rebootban és saját magát alakítva a Jexi – A túl okos telefonban. 2020-ban főszerepet kapott a Bill & Ted Face the Musicban Keeanu Reevesszel és Alex Winterrel. Szerepelni fog a Dreamlandben és játszik az Akik mi vagyunkban is, amely egy nyolc részes HBO minisorozat.
2022. szeptember 30-án Kid Cudi ki fog adni egy albumot Entergalactic címmel, amelynek egy Netflix animációs sorozat lesz a narrációja. Ennek a műsornak ő lesz a producere, az írásban is részt fog venni és szerepelni is fog. A történet egy fiatal férfit fog végigkövetni a szerelem útján. A sorozaton Kenya Barrisszal dolgozik együtt.

## Művésziesség

### Zenei stílus

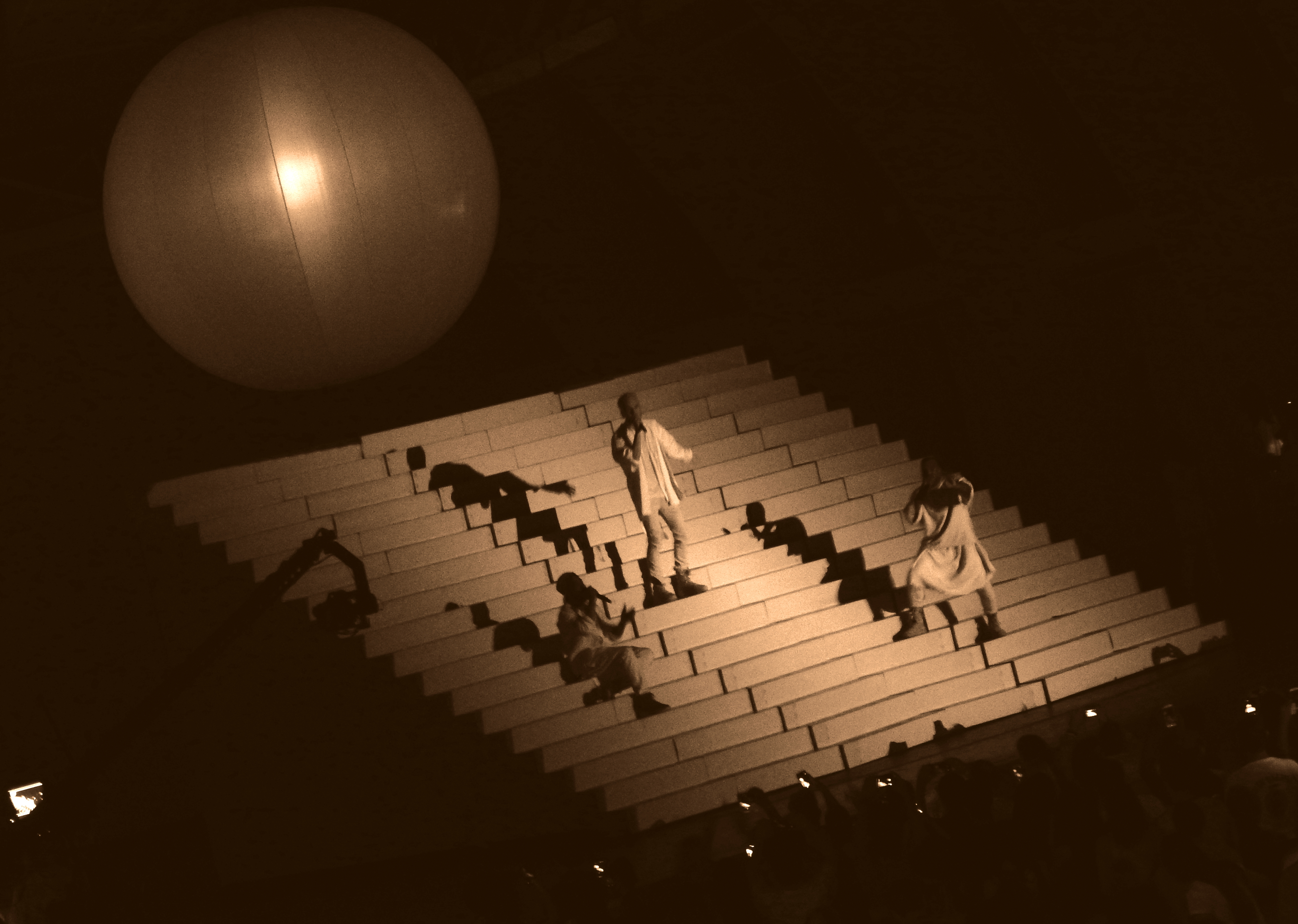
Kid Cudi, Kanye West és Mr. Hudson egy 808s & Heartbreak fellépésük közben a Hollywood Bowl-on

Kid Cudi zenei stílusa „egy atmoszférikus melodikus rap, megfűszerezve sármos hamis énekléssel.” Leírták, mint egy „önelemző személyiség, akinek megvan a tehetsége, hogy leírja a bizonytalanságait és  leleplezze tévedéseit, hibáit.” 2015-ben a Billboard írója Kris Ex ezt írta róla: „Mindig is egy érzelmes előadó volt, aki kiterjedt és homályos érzelmekről írt, akut és gyakran romboló módokon.C udi hangzása, ami inspirálta és vitte rá Kanye West-et, hogy létrehozza a 808s & Heartbreak (2008) című katartikus albumát. West később azt mondta, hogy Cudi és ő „a stílus megteremtői voltak, mint ahogy Alexander McQueen viszonyul a divathoz... Minden más csak Zara és H&M.”West szintén elismerését fejezte ki Cudi felé, amikor a következőt mondta: „A dalszerzése annyira tiszta, természetes és fontos.” 2014 márciusában Cudi beszélt róla, hogy mindig is irányt akart mutatni fiatal hallgatóinak zenéjével: „A küldetésem az első nap óta [...] minden, amit akartam, hogy segítsek gyerekeknek, hogy ne érezzék magukat egyedül és ne legyenek öngyilkosok.”
2013-ban egy BoomBox cikkben a szerző a következőt írta: „A Kid Named Cudin összevonta az indie rockot, electronicát és dubstepet hip-hoppal, mindenféle probléma nélkül. Mielőtt Drake áttörést ért el a 2009-es So Far Gone albumával, rappelve és énekelve svéd indie-pop előadók zenéje felett, Cudi létrehozott sokstílusú feldolgozásokat és feltűnésmentes átmeneteket éneklés és rappelés között.” Egy 2009-es HipHopDX interjúban, mikor a debütáló albumáról beszélt, Cudi ezt mondta: „Az egyik dolog, amit akartam az volt, hogy kombinálok különböző hangzásokat és előhozzak heves hangulatokat.”
Kid Cudi zenéje trip-hopként is volt jellemezve. Cudi ismert azért is, hogy harmonizál és hümmög zenéjében, ami segít létrehozni különleges hangzását. A 2011-es WZRD albumon és a 2015-ös Speedin’ Bullet 2 Heavenön, Cudi használt „üvöltő” vokálokat és a 2016-os Passion, Pain & Demon Slayin’-en pedig lehet hallani jódlizni is. Az évek során felhasználta pszichedelia, R&B, electronica, szintipop és grunge elemeket is a zenéjében.

### Inspirációk
Kid Cudi korai befolyásai olyan hip-hop csoportok voltak, mint a The Pharcyde, az A Tribe Called Quest és a Bone Thugs-n-Harmony. Cudi megnevezte még The Notorious B.I.G.-t, Tupacot, Jay-Z-t, Snoop Doggot, Run-DMC-t, Kurtis Blowt, LL Cool J-t, Salt-N-Pepát, Queen Latifah-t, Kid ’n Playt, az N.W.A.-t, a Naughty By Nature-t, Onyxot és a Public Enemyt, mint a hiphop inspirációkat a zenéjére. Cudi szintén említette az ohioi Camu Tao-t, a The O’Jayst, a Ratatatot, MGMT-t és a The Postal Service-t. 2010-ben kezdett el rockot készíteni, amelyben az Electric Light Orchestra, Jimi Hendrix, a Nirvana, a Pixies és a Pink Floyd inspirálta.

## Más vállalkozások

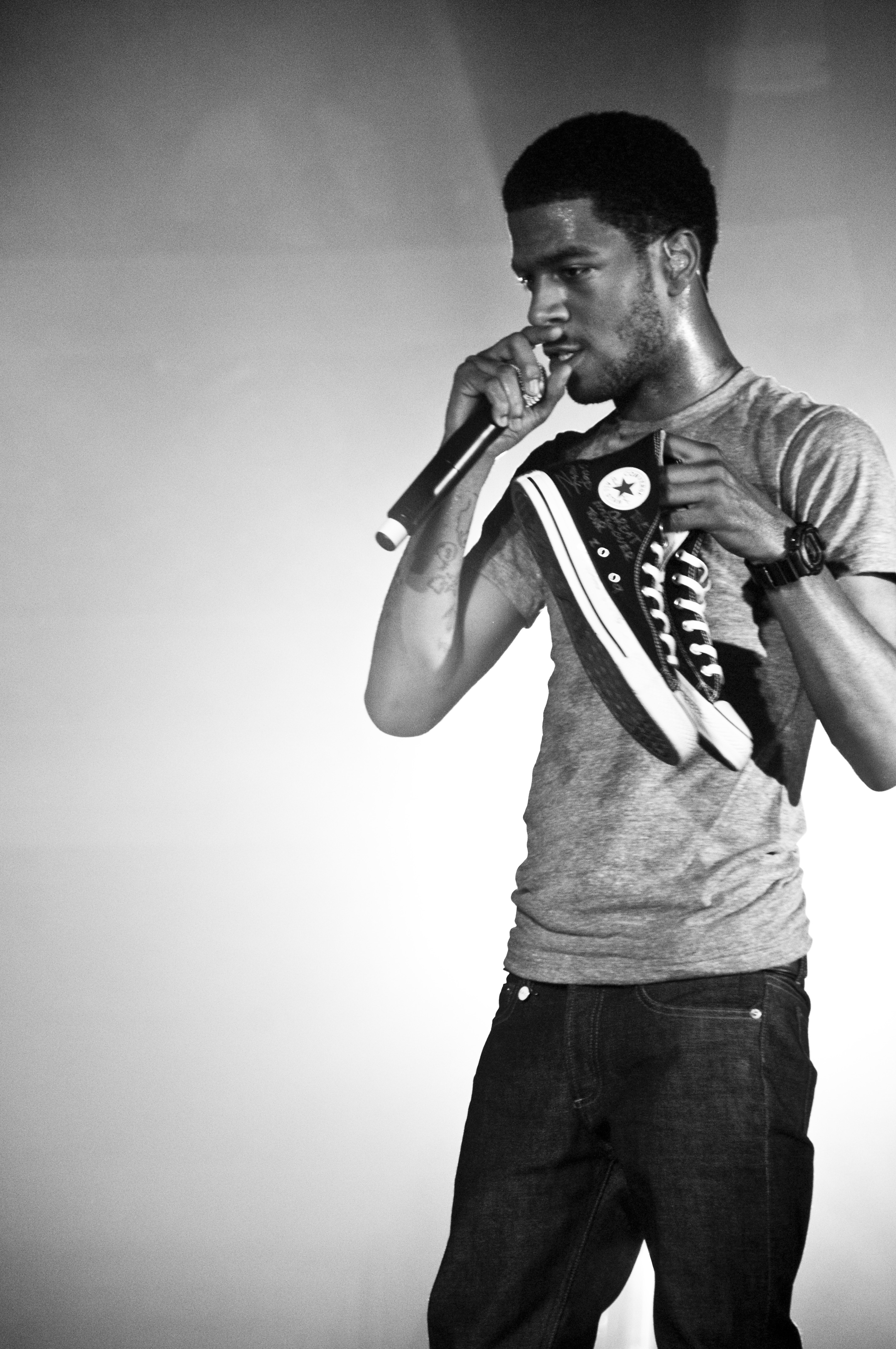
Kid Cudi egy 2009-es San Fransisco-i fellépése közben, két Converse cipővel

### Divat
2009-ben közreműködésbe lépett a japán BAPE öltözködési lánccal, amiben Cudi több pólón is szerepelt a cég kabalájával, Baby Milóval. 2014-ig négy kollaborációja volt a céggel.
A 2010-es Miami Újévi fesztiválon egy férfi szoknyát viselt a H&M-mel való „Az igazi férfi szoknyát hord” közreműködése során.
2011-ben Cudi bejelentette, hogy közreműködik a párizsi Surface to Air márkával. Ősszel jelent meg a bőrdzseki kollekciója. A kabátok a modern motorosdzsekik és a Thriller által voltak inspirálva és két típust ajánlottak. Ezeket hordja az All of the Lights és a Mr. Rager videóklipekben is.
2014 augusztusában Giuseppe Zanotti elkészített egy exkluzív cipőt, amelyet Cudi stílusa inspirált.

### Modellkedés
2015 januárjában a Coach Inc. bejelentette Kid Cudit, mint a márka új arcát, Chloë Grace Moretz mellett.

## Magánélet
Egy 2013 januári interjúban Cudi elmondta, hogy két évvel korábban befejezte a marihuána használatát a gyermeke érdekében és mert elege volt, hogy mindig ezzel asszociálják. Ugyanebben az interjúban elmondta, hogy hisz Istenben, de nem tartja magát vallásosnak csak spirituálisnak.
Egy 2013 márciusi interjúban elmondta, hogy a hirtelen hírnév miképp vezetett drog- és alkoholfüggőségéhez:
Eljutottam erre a pontra. Feladtam az italokat, nem iszok már. Több, mint öt és fél hónapja tiszta vagyok. Ez az egész ivás új volt nekem, és nem vettem észre, hogy évekig alkoholista voltam. Bármilyen függőséggel küzdesz el kell döntened, hogy mit is akarsz és azt véghezvinni. Mindennel leálltam azonnal. Amikor a kokain problémám volt, akkor is azonnal megálltam, nem mentem rehabra. Én nem hiszek ezekben a dolgokban. Valakinek kell az extra segítség, de nem nekem. Nem voltam drogfüggő ezelőtt, nem használtam kokaint, nem rúgtam be minden este, csak mert nem akartam egyedül lenni. Nem voltam ez a sötét személyiség ezelőtt az őrültség előtt, egy teljesen más ember voltam. Szerintem még csak nem is füveztem, mert nem engedhettem meg magamnak... Csak el kell döntened mit akarsz csinálni, milyen ember akarsz lenni és ezt véghezvinni. Eljutsz egy korhoz, amikor az emberek körülötted már nincsenek ugyanezen a hullámvasúton és nem állnak rá készen, hogy minden nap végigmenj ugyanazon az úton és végig ott legyenek veled. Az emberek azt akarják, hogy egy valaki legyél. És ezért döntöttem úgy, hogy tiszta maradok és összeszedem magam. Saját magamért, az egészségemért, a családomért, a lányomért.
Egy 2013-as interjúban elmondta, hogy volt egy antidepresszáns-függősége, amit egy szakítás után írtak fel neki, hogy segítsenek vele túllépni. 2014-ben egy interjúban beszélt róla, hogy öngyilkos gondolatok és depresszió volt jelen az életében hosszú távon: „Az elmúlt öt évben öngyilkossággal küzdöttem. Nem volt egy hét, vagy egy nap, amikor nem lettem volna úgy, hogy ’Tudod, szívesen lelépnék.’ Tudom, hogy ez milyen érzés, tudom, hogy az egyedüllétből jön, tudom, hogy abból jön, hogy nem érzed, hogy érnél valamit és abból, hogy nem szereted saját magad.”
2016 októberében a Facebook oldalán jelentette be, hogy bejelentkezett egy rehabilitációs központba öngyilkos gondolatok és depresszió miatt.

### Család
2010. március 26-án született meg lánya, Vada Wamwene Mescudi. 2012-ben küzdött gyermeke felügyeletéért. Riportokból azt lehetett hallani, hogy feladta a gyermeke felügyeletét, mikor lánya anyja azzal vádolta, hogy nem tölt elég időt a gyerekkel, vannak erőszakos tendenciái és hosszan tartó drogproblémákkal küzd. Ennek a jelentésnek ellene ment Kid Cudi és ügyvédje: „Cudi nem adta fel a gyermek felügyeletéhez való jogát, hanem elértek egy megegyezést az anyával, hogy mindkét szülő alkalmas a gyermek felügyeletéhez.” Cudi tett egy drog tesztet, amely negatív lett és a bíróság elismerte, hogy megpróbálta helyreállítani kapcsolatát, gyakran látogatta lányát születése óta és önszántából biztosított anyagi támogatást (gyermektartás, bérleti díj és egyebek) az anyának és a gyermeknek, mindaddig, amíg ezek jogi elvárások lettek volna. A hivatalos megegyezés részletei privát maradtak. Azóta Cudi vett egy házat Chicagoban, hogy közel lehessen lányához.

### Filantropizmus
2014- április 8-án a Didi Hirsch Mental Health Services bejelentette, hogy elismerésben fogja részesíteni Cudit az Erasing the Stigma éves díjátadója közben, Los Angelesben. Cudi a mentális egészség nagyköveteként csatlakozott a Didi Hirsch Mental Health Serviceshez, hogy segítse a depresszióval és az öngyilkos gondolatokkal küzdő fiatalokat a zenéjén keresztül.
2015. február 7-én a közreműködött a TED-del, hogy mondjon egy beszédet a régi középiskolájában, a Shaker Hights-ban, hogy inspiráljon fiatalokat a saját történetével.
Cudi önkénteskedett a Musicians on Callnál, ami beteg gyerekeknek visz zenét a kórházi ágyak mellé. 2015 decemberében rendezett egy partit a Montefiore Gyermekkórház az ott ápolt tinédzsereknek. Ugyanezen gyermekeknek adott lehetőséget, hogy eljöjjenek egy koncertjére a Roseland Ballroom-ban.
2016 júniusában Cudi részese volt annak a videónak, amelyben 49 híresség megemlékezett egy orlandói szórakozóhelyen történt lövöldözés áldozatairól.

### Kapcsolatok
2009-ben kezdett el randizni Jamie Barattával. Egy se veled, se nélküled kapcsolatban éltek. 2012-ben szakítottak véglegesen és Cudi a WZRD albumon található számát, a Teleport 2 Me, Jamie-t neki ajánlotta.
2024 áprilisában bejelentette eljegyzését Lola Abecassis Sartore designerrel. 2025 júliusában házasodtak össze.

## Kulturális szerepe
Cudi kulturálisan nagy befolyást hagy maga után dalszövegein keresztül. Ezekben gyakran beszél mentális betegségeiről, nehézségekről. Mindez inspirálta Travis Scott-ot is, hogy alkosson (művésznevében a Scott, Cudi keresztnevéből jön). Az egyik legemberibb, legvalósághűbb rappernek tekintik. Átlépte a zenei stílus határait, amely addig nagyrészt a legyőzhetetlenség és a férfiasság köré épült.
Az IBTimes írója Alex Garofaro a következőt írta róla: „Cudi zenéje karriere kezdete óta nagyon nagy befolyású. Az egyéni keveréke a sötét, önmagába tekintő dalszövegek, melankólikus melódiák és a pszichedelikus hangszerelés egy szenzációvá tette őt, mind a rap, R&B és indie rajongók között.” HotNewHipHop írója Luke Hinz pedig azt mondta róla, hogy „Cudi egy teljes generációnyi fiatal zenészt inspirált arra, hogy ne féljen az érzéseiről beszélni és nagyon sokan tették Cudi stílusának darabjait részévé zenéjüknek. Soha nem érdekelte, hogy beleilleszkedjen a megszokott zene határai közé, hangot tudott adni olyanoknak, akik egyedül és képviseletlennek érezték magukat.”
Revolt szerző Preezy Brown megemlítette: „Nagyon jó érzéke van hozzá, hogy bemutassa a sebezhetőségeit és beszéljen a mentális betegségekről, ezzel inspirálta többek között Juice WRLD-öt, Logicot, Lil Yachtyt és még sok fiatal előadót.” Eric Diep, a Complex írója pedig ezt írta: „Cudi egy mindenhol jelenlévő figura a pop kultúrában, aki sokakat inspirált. Egy hang a fiatal előadóknak, akik úgy érzik, hogy nem illenek sehova. Egy terapeatikus fény azoknak, akiknek szükségük van egy segítő kézre. Egy divat ikon. És mindezek mellett még színész is.”
Az Uproxx-ban a következőt olvashattuk: „Más mai ikonokhoz hasonlítva, mint Drake, West és Wayne, Cudinak nincsen nagyon sok eladása, szobányi díjai, de nagyon nagy hatása leginkább az emberek elismerésében mutatkozik meg, ami megfoghatatlan, örökké tartó eredménye, amiért a legtöbb előadó él. Egyike az első előadóknak, aki zavartalanul beszélt depresszióról, és mindezt úgy tette, hogy melódiailag is érdekes zenét készített, amely az alternatív rockot belefűzte a hiphop világába.”
Kid Cudi nagyon sok rappert befolyásolt, többek közt Kanye Westet, Travis Scottot, Kendrick Lamar-t, Schoolboy Q-t, Chance the Rappert, Childish Gambinót, Logicot, ASAP Rockyt, ASAP Nast, Allan Kingdomot, Rauryt, Key!-t, Kevin Abstractot, Jaden Smitht, Jhene Aikot, Lissie-t és Tinashe-t. Egy 2010-es Billboard interjúban Kanye Cudit „az egyik személyes kedvenc előadójánakn evezte, akinek „A teljes munkássága cenzűrázatlan, szépítetlen művészet.” Egy 2015-os cikkben, amely a KiD CuDi – A Forgotten Influence on Psychedelic Introspection in Hip-Hop címet kapta, az író a következőt mondta: „Cudi segített egy új elektronikus, pszichedelikus zenei produkciós éra létrehozásában. A sötét önelemzése pedig nagy befolyással volt az új hip-hop tehetségekre.”
2009-ben Drake megosztotta elismerését Cudi iránt, mikor megosztott egy képet, amin saját és Cudi albumát tartotta: „Ritkán vagyunk büszkék, amikor egyedül vagyunk. De, hogy van még egy előadó, aki folyamatosan húz magával és inspirál, egy áldás.” 2016-ban Kanye West Cudit az elmúlt évtized legbefolyásosabb előadójának nevezte. A nyugati parti hip-hop duó, az Audio Push, szintén dicsérte Cudit 2016-ban: „Amit szeretek Cudiban, hogy teljes mértékben igazi. Nem csak életet adott egy új generációnyi előadónak, de valószínűleg sok kedvenc előadód nem lenne a kedvenc előadód, ha Cudi nem lenne.” 2016 novemberében az atlantai rapper, OG Maco, aki Cudit egyik legnagyobb inspirációjának tartja, kiadott egy EP-t For Scott címmel, Kid Cudi tiszteletére.
2018 októberében Pharrell Williams beszélt Cudiról egy interjúban a Complex magazinnal: „Annyira inspiráló, és én amúgy is csak annyira vagyok jó, mint azok akikkel közreműködök. Imádom, amit együtt csináltunk. Imádom, imádom. Azt a zenét szeretem, amihez később visszatérek, tudod? Egy év múlva ugyanúgy lejátszanám. Vagy három hónap múlva, ugyanúgy lejátszanám. Tudod, egy szigeten vagyunk valahol, le akarom játszani. Ez az ember vagyok. Szóval nekem, Cudi a GOAT (minden idők legjobbja, angolul: Greatest of all Time rövidítése). A melódiái és a ötletei – ő egy időtlen földönkívüli.” Egy másik interjúban szintén elmondta: „Egy, Cudi képviseli a szabadságot, hogy sok mindent szerethess, hogy legyen egy komoly, hiteles véleményed ezekről a dolgokról és mindezeket inspiráció formájából átalakítja egy ötletté vagy szolid gondolattá. Ez ö, emberként. Kettő, csak saját ritmusában dolgozik. A magabiztossága nem abban rejlik, hogy mennyire jó, hanem, hogy mennyire autentikusak a meggyőződései. Tudod, amire ő azt mondja, hogy alapvetően rossz, az rossz és amiről azt gondolja, hogy alapvetően jó, az jó. És akár egyetértesz vele, akár nem, látszik rajta, hogy hisz benne. És ez a hit a meggyőződéseiben és a konzisztenciája ezekben a meggyőződésekben, ez adja meg neki az ízlését és azt amit a rajongói annyira szeretnek benne. Amikor azt mondják, hogy Cudi a GOAT, akkor a meggyőződései állandóságáról beszélnek és, hogy ezek hogyan látszanak meg a döntéseiben, az ízlésében és a hangnemről, ami minden munkájában megjelenik. Ez az én elképzelésem Kid Cudiról.”

## Diszkográfia

### Stúdióalbumok
- Man on the Moon: The End of Day (2009)
- Man on the Moon II: The Legend of Mr. Rager (2010)
- Indicud (2013)
- KiD CuDi presents SATELLITE FLIGHT: The Journey to Mother Moon (2014)
- Speedin’ Bullet 2 Heaven (2015)
- Passion, Pain & Demon Slayin’ (2016)
- Man on the Moon III: The Chosen (2020)[53]
- Entergalactic (2022)[57]
- Insano (2024)
- Insano (Nitro Mega) (2024)

### Válogatásalbumok
- The Boy Who Flew to the Moon, Vol. 1 (2022)

### Mixtape-ek
- A Kid Named Cudi (2008)

### Együttműködések
- WZRD (Dot da Geniusszal, WZRD néven) (2012)
- Kids See Ghosts (Kanye Westtel, Kids See Ghosts néven) (2018)

## Filmográfia

### Film
| Év   | Magyar cím                            | Eredeti cím               | Szerep                      | Magyar hang           |
| ---- | ------------------------------------- | ------------------------- | --------------------------- | --------------------- |
| 2011 |                                       | Maniac (rövidfilm)        | sorozatgyilkos              |                       |
| 2012 |                                       | Cruel Summer (rövidfilm)  | Rafi                        |                       |
| 2013 |                                       | Goodbye World             | Lev Berkowitz               |                       |
| 2013 |                                       | Tacoma                    | Yanni                       |                       |
| 2014 | Need For Speed                        | Need For Speed            | Benny                       | Kolovratnik Krisztián |
| 2014 |                                       | The Ever After            | Scott                       |                       |
| 2014 | Két éjszakás kaland                   | Two Night Stand           | Cedric                      | Pál Tamás             |
| 2015 | Törtetők                              | Entourage                 | Allen                       | Patkós Márton         |
| 2015 | Lehull az éj                          | Meadowland                | Jason                       |                       |
| 2015 | James White                           | James White               | Nick                        |                       |
| 2017 |                                       | Vincent N Roxxy           | Suga                        |                       |
| 2017 |                                       | Killing Hasselhoff        | Önmaga                      |                       |
| 2019 | Amit nem akarsz tudni a szüleidről    | Drunk Parents             | Scotty, az autómentő vezető | Gémes Antos           |
| 2019 | Jexi – Túl okos telefon               | Jexi                      | Önmaga                      | Moser Károly          |
| 2020 | Bill és Ted – Arccal a zenébe         | Bill & Ted Face the Music | Önmaga                      | Széll Attila          |
| 2021 | Malcolm és Marie                      | Malcolm & Marie           | nem szerepel                | –                     |
| 2021 | Válság                                | Crisis                    | Ben Walker                  |                       |
| 2021 | Egy Scott nevű ember (dokumentumfilm) | A Man Named Scott         | Önmaga                      |                       |
| 2021 | Ne nézz fel!                          | Don't Look Up             | DJ Chello                   | Gacsal Ádám           |
| 2022 | X                                     | X                         | Jackson Hole                | Pál Tamás             |
| 2022 | Pearl                                 | Pearl                     | nem szerepel                | –                     |
| 2023 | Micsoda buli                          | House Party               | Önmaga                      | Novkov Máté           |
| 2023 |                                       | Parachute                 | Justin                      |                       |
| 2023 | Kráter                                | Crater                    | Michael Channing            | Nagy Ervin            |
| 2023 | Trollok: Együtt a banda               | Trolls Band Together      | Gyurma (hangja)             | Borsányi Dániel       |
| 2023 | Csendes éj                            | Silent Night              | Dennis Vassel nyomozó       |                       |
| 2024 | MaXXXine                              | MaXXXine                  | nem szerepel                | –                     |
| 2024 | A csapda                              | Trap                      | The Thinker                 | Bercsényi Péter       |
| 2025 | Happy, a flúgos golfos 2.             | Happy Gilmore 2           | FBI ügynök                  | Formán Bálint         |

### Televízió
| Év        | Cím                                    | Szerep           | Megjegyzés                                                                      |
| --------- | -------------------------------------- | ---------------- | ------------------------------------------------------------------------------- |
| 2009      | 106 & Park                             | Önmaga           | Vendég, előadta a Soundtrack 2 My Life a cappella verzióját                     |
| 2009      | Late Show with David Letterman         | Önmaga           | Zenei vendég, előadta a Pursuit of Happinesst                                   |
| 2010      | Tuti gimi                              | Önmaga           | 8. évad, 10. rész                                                               |
| 2010      | Late Night with Jimmy Fallon           | Önmaga           | Zenei vendég, előadta: Maniac                                                   |
| 2010-2011 | Kergetjük az amerikai álmot            | Domingo Brown    | Fő szereposztás; 16 epizód                                                      |
| 2013      | A Cleveland-show                       | Devon (hang)     | 4. évad, 11. rész                                                               |
| 2013      | Jimmy Kimmel Live!                     | Önmaga           | Zenei vendég, előadta az Immortalt                                              |
| 2013      | Brooklyn 99                            | Dustin Whitman   | A 48 óra epizódban                                                              |
| 2014      | The Arsenio Hall Show                  | Önmaga           | Zenei vendég, előadta az Internal Bleedinget                                    |
| 2014      | Skorpió – Agymenők akcióban            | Peyton Temple    | A Risky Business epizódban                                                      |
| 2015      | Comedy Bang! Bang!                     | Önmaga           | Műsorvezető, 21 epizód                                                          |
| 2016      | Talking Dead                           | Önmaga           | 5. évad, 11. rész                                                               |
| 2017      | The Tonight Show Starring Jimmy Fallon | Önmaga           | Zenei vendég, előadta: Kitchen                                                  |
| 2018      | Saturday Night Live                    | Önmaga           | Cameoszerep, zenei vendég, előadta a Ghost Townt Kanye Westtel és 070 Shake-kel |
| 2018      | Red Table Talk                         | Önmaga           | A Confronting Mental Illness epizódban                                          |
| 2020      | Westworld                              | Francis          | 3 epizód                                                                        |
| 2020      | We Are Who We Are                      | Richard Harper   | Fő szereposztás                                                                 |
| 2021      | Saturday Night Live                    | Önmaga           | zenei vendég, előadta a Tequila Shots és a Sad People dalokat                   |
| 2021      | 2021-es NFL-draft                      | Önmaga           | narrátor                                                                        |
| 2021      | Amazon Prime Day Show                  | Önmaga           | zenei vendég                                                                    |
| 2021      | The Shop: Uninterrupted                | Önmaga           | vendégszereplő a 10. epizódban                                                  |
| 2022      | Entergalactic                          | Jabari (hangja)  | Netflix-sorozat, zeneszerző, executive producer, rendező                        |
| 2023      | Young Love                             | Stephen (hangja) | főszereplő                                                                      |
| 2024      | Knuckles                               | Mason            | minisorozat magyar hangja Horváth-Töreki Gergely                                |

## Díjak és jelölések
| Év   | Díjátadó                                           | Kategória                                                | Jelölt/Munka                                                 | Eredmény | For.    |
| ---- | -------------------------------------------------- | -------------------------------------------------------- | ------------------------------------------------------------ | -------- | ------- |
| 2009 | American Music Awards                              | Az év új előadója                                        | Kid Cudi                                                     | Jelölve  | [ 140 ] |
| 2009 | Beatport Music Awards                              | Beatport Music-díj a legjobb indie dance/nu disco dalnak | Day ’n’ Nite (Crookers Remix)                                | Elnyerte | [ 141 ] |
| 2009 | BET Awards                                         | BET-díj a legjobb új előadónak                           | Kid Cudi                                                     | Jelölve  | [ 142 ] |
| 2009 | BET Hip Hop Awards                                 | BET Hip Hop-díj az év újoncának                          | Kid Cudi                                                     | Jelölve  | [ 143 ] |
| 2009 | BET Hip Hop Awards                                 | BET Hip Hop-díj a legjobb stílusért                      | Kid Cudi                                                     | Jelölve  | [ 143 ] |
| 2009 | BET Hip Hop Awards                                 | Az év előadója                                           | Kid Cudi                                                     | Jelölve  | [ 143 ] |
| 2009 | BET Hip Hop Awards                                 | BET Hip Hop-díj az év dalának                            | Day ’n’ Nite                                                 | Jelölve  | [ 143 ] |
| 2009 | BET Hip Hop Awards                                 | BET Hip Hop-díj a legjobb hiphopvideónak                 | Day ’n’ Nite                                                 | Jelölve  | [ 143 ] |
| 2009 | MTV Video Music Awards                             | MTV VMA-díj a legjobb új előadónak                       | Day ’n’ Nite                                                 | Jelölve  | [ 144 ] |
| 2009 | mtvU Woodie Awards                                 | Legjobb videó Woodie                                     | Day ’n’ Nite                                                 | Jelölve  | [ 145 ] |
| 2009 | Teen Choice Awards                                 | Choice Music: Áttörő előadó                              | Day ’n’ Nite                                                 | Jelölve  | [ 146 ] |
| 2009 | Urban Music Awards                                 | 2009 legjobb kislemeze                                   | Day ’n’ Nite                                                 | Elnyerte | [ 147 ] |
| 2009 | Urban Music Awards                                 | 2009 legjobb férfi előadója                              | Kid Cudi                                                     | Jelölve  | [ 147 ] |
| 2010 | Grammy                                             | Legjobb szóló rapteljesítmény                            | Day ’n’ Nite                                                 | Jelölve  | [ 148 ] |
| 2010 | Grammy                                             | Legjobb rapdal                                           | Day ’n’ Nite                                                 | Jelölve  | [ 148 ] |
| 2010 | Grammy                                             | Legjobb duó vagy csapat által előadott rapteljesítmény   | Make Her Say                                                 | Jelölve  | [ 148 ] |
| 2010 | MTV Video Music Awards                             | Legjobb hiphopvideó                                      | Pursuit of Happiness (MGMT és Ratatat közreműködésével)      | Jelölve  | [ 149 ] |
| 2011 | BET Hip Hop Awards                                 | Legjobb hiphopvideó                                      | All of the Lights (Kanye West, Rihanna és Fergie)            | Jelölve  | [ 150 ] |
| 2011 | BET Hip Hop Awards                                 | Verizon az emberek bajnoka-díj                           | All of the Lights (Kanye West, Rihanna és Fergie)            | Jelölve  | [ 150 ] |
| 2011 | MTV Video Music Awards                             | Legjobb közreműködés                                     | All of the Lights (Kanye West, Rihanna és Fergie)            | Jelölve  | [ 151 ] |
| 2011 | MTV Video Music Awards                             | Legjobb vágás                                            | All of the Lights (Kanye West, Rihanna és Fergie)            | Jelölve  | [ 151 ] |
| 2011 | MTV Video Music Awards                             | Legjobb hiphopvideó                                      | All of the Lights (Kanye West, Rihanna és Fergie)            | Jelölve  | [ 151 ] |
| 2011 | MTV Video Music Awards                             | Legjobb férfi videó                                      | All of the Lights (Kanye West, Rihanna és Fergie)            | Jelölve  | [ 151 ] |
| 2012 | Grammy                                             | Legjobb rap/ének együttműködés                           | All of the Lights (Kanye West, Rihanna és Fergie)            | Elnyerte | [ 148 ] |
| 2012 | Grammy                                             | Legjobb rapdal                                           | All of the Lights (Kanye West, Rihanna és Fergie)            | Elnyerte | [ 148 ] |
| 2021 | Hollywood Music in Media Awards                    | Legjobb eredeti filmzene                                 | Just Look Up (Ariana Grande közreműködésével)                | Jelölve  | [ 152 ] |
| 2022 | African-American Film Critics Association          | Legjobb zene                                             | Guns Go Bang (Jeymes Samuellel és Jay-Z-vel)                 | Elnyerte | [ 153 ] |
| 2022 | Black Reel Awards                                  | Kiemelkedő filmzene                                      | Guns Go Bang (Jeymes Samuellel és Jay-Z-vel)                 | Jelölve  | [ 154 ] |
| 2022 | Critics’ Choice Movie Awards                       | Legjobb dal                                              | Guns Go Bang (Jeymes Samuellel és Jay-Z-vel)                 | Jelölve  | [ 155 ] |
| 2022 | Critics’ Choice Movie Awards                       | Legjobb dal                                              | Just Look Up (Ariana Grande közreműködésével)                | Jelölve  | [ 155 ] |
| 2022 | Critics’ Choice Movie Awards                       | Legjobb szereposztás                                     | A Ne nézz fel! szereposztása                                 | Jelölve  | [ 155 ] |
| 2022 | Critics’ Choice Celebration of Black Cinema Awards | Úttörő-díj                                               | Scott Mescudi – Entergalactic                                | Elnyerte | [ 156 ] |
| 2022 | Grammy-díj                                         | Az év albuma                                             | Donda (közreműködő előadóként)                               | Jelölve  | [ 148 ] |
| 2022 | Hollywood Music in Media Awards                    | Eredeti filmzene – Streaming                             | Willing to Trust (Ty Dolla $ign közreműködésével)            | Elnyerte | [ 157 ] |
| 2022 | MTV Movie & TV Awards                              | Legjobb dal                                              | Just Look Up (Ariana Grande közreműködésével)                | Jelölve  |         |
| 2022 | NAACP Image Awards                                 | Kiemelkedő filmzene/válogatásalbuma                      | A vadnyugat törvényei szerint filmzenéje                     | Elnyerte | [ 158 ] |
| 2022 | Screen Actors Guild Awards                         | Kiemelkedő szereposztás                                  | Ne nézz fel!                                                 | Jelölve  | [ 159 ] |
| 2022 | Society of Composers & Lyricists Awards            | Kiemelkedő eredeti filmzene egy komédia vagy musicalhez  | Just Look Up (Ariana Grande közreműködésével)                | Elnyerte | [ 160 ] |
| 2023 | NAACP Image Awards                                 | Kiemelkedő forgatókönyvírás televíziós különkiadásban    | Scott Mescudi, Ian Edelman, Maurice Williams – Entergalactic | Elnyerte | [ 161 ] |
| 2023 | NAACP Image Awards                                 | Kiemelkedő filmzene/válogatásalbum                       | Entergalactic                                                | Jelölve  | [ 161 ] |
| 2023 | Emmy-díj                                           | Legjobb animációs műsor                                  | Entergalactic                                                | Függőben | [ 162 ] |

## Koncert turnék

Kid Cudi és Lady Gaga együtt adja elő egy akusztikus verzióját a Poker Face-nek és a Make Her Saynek a The Monster Ball Tour turnén

###### Headliner
- The Great Hangover Tour (Asher Roth és B.o.B-vel) (2009)
- The Cud Life Tour (2011–2013)
- The Especial Tour (2016)
- Passion, Pain & Demon Slayin’ Tour (2017)

###### Vendégként
- Glow in the Dark Tour (Kanye West) (2008)
- The Monster Ball Tour (Lady Gaga) (2009)

## Fordítás
- Ez a szócikk részben vagy egészben  a   Kid Cudi című angol Wikipédia-szócikk fordításán alapul.  Az eredeti cikk szerkesztőit annak laptörténete sorolja fel. Ez a jelzés csupán a megfogalmazás eredetét és a szerzői jogokat jelzi, nem szolgál a cikkben szereplő információk forrásmegjelöléseként.

## Külső hivatkozások
- Hivatalos oldal
- Kid Cudi a Facebookon
- Kid Cudi a PORT.hu-n (magyarul)
- Kid Cudi az Internet Movie Database-ben (angolul)
- Kid Cudi hivatalos honlapja (angolul)